# Муртазалиев, Сайд-Хусейн Салманович
Сайд-Хусе́йн Салма́нович Муртазали́ев (род. 20 января 1961, Пригородное, Чечено-Ингушская АССР) — советский чеченский борец вольного стиля, чемпион СССР, обладатель Кубка мира, мастер спорта СССР международного класса, президент Федерации вольной борьбы Чеченской Республики.

## Биография
Родился 20 января 1961 года в селе Пригородном в Чечено-Ингушетии. В 1976 году начал заниматься вольной борьбой под руководством тренера Алхазура Ильясова. После службы в армии возобновил тренировки. К подготовке спортсмена подключился также Дэги Багаев.
По состоянию на март 2013 года был заместителем генерального директора «Нурэнерго» и президентом Федерации вольной борьбы Чеченской республики.

## Спортивные результаты
- Чемпионат СССР по вольной борьбе 1985 года — ;
- Летняя Спартакиада народов СССР 1986 года — ;
- Чемпионат СССР по вольной борьбе 1988 года — ;
- Обладатель Кубка мира по вольной борьбе 1990 года в Толидо (США);
- победитель международных турниров в Германии, Болгарии, Монголии, Турции и др.;